# Ziua Europeană a Victimelor Terorismului
Data de 11 martie  a fost  declarată de Parlamentul European ca  fiind  Ziua europeană a victimelor terorismului. Data propusă inițial era 11 septembrie, ziua celor mai mari atentate teroriste comise în lume (SUA, 2001), dar  cele patru atentate comise la Madrid în dimineața zilei de 11 martie 2004 au determinat, însă, stabilirea acestei date.